# مارك ألين (لاعب سنوكر)
مارك ألين (بالإنجليزية: Mark Allen)‏ هو لاعب سنوكر بريطاني، ولد في 22 فبراير 1986 في Antrim ‏ في المملكة المتحدة.

## روابط خارجية
- مارك ألين على موقع CueTracker.net (الإنجليزية)
- مارك ألين على موقع بطولة العالم للسنوكر (الإنجليزية)